# JR东海交通事业
JR东海交通事业股份有限公司（日语：／ Kabushiki Kaisha Jei āru Tōkai Kōtsū Jigyō */?），簡稱東海交通事業，縮寫TKJ，是爱知县的一家铁路运营公司、东海旅客铁路（JR東海）的全资子公司。其运行的城北线是原日本铁道建设公团建设的濑户线的一部分。除了城北線的營運，此公司也負責JR東海各有人站的售检票等旅客服務營運，另外還經營汽車出租等業務。

## 路線
| 中文線名 | 日文線名 | 起點 | 終點   | 距離（公里） | 備註          |
| -------- | -------- | ---- | ------ | ------------ | ------------- |
| 城北線   |          | 勝川 | 枇杷島 | 11.2         | 第2種鐵道事業 |

## 历史
- 1988年（昭和63年）2月18日 - 公司成立，总部位于名古屋市中村区。
- 1988年（昭和63年）4月1日 - 原日本交通出行社接手主要人员、设施、车站业务。
- 1991年（平成3年）11月1日 - 城北线获得第二類鐵道事業的营业许可。
- 1991年（平成3年）12月1日 - 城北线胜川-尾张星之宫区间开始营业。
- 1993年（平成5年）2月19日 - JR东海电话中心开幕（从JR东海获得的委托工作）。
- 1993年（平成5年）3月18日 - 城北线尾张星之宫-枇杷岛区间开始营业。
- 1993年（平成5年）6月28日 - 公司总部从名古屋市中村区搬到西区。
- 1995年（平成7年）4月1日 - 委托负责名古屋行李业务。
- 1995年（平成7年）5月1日 - 城北线票价调整（漲幅为11.8%）。
- 2004年（平成16年）10月1日 - 合并車站租車中部有限公司，开始了汽车租赁业务。[1]
- 2024年（令和6年）10月1日 - 公司名稱從「株式會社東海交通事業」（株式会社東海交通事業）更名為「株式會社JR東海交通事業」（株式会社JR東海交通事業）[2]。